# Pilocarpus riedelianus
Pilocarpus riedelianus är en vinruteväxtart som beskrevs av Adolf Engler. Pilocarpus riedelianus ingår i släktet Pilocarpus och familjen vinruteväxter. Inga underarter finns listade i Catalogue of Life.